# Beldhal, Aurad
Beldhal là một làng thuộc tehsil Aurad, huyện Bidar, bang Karnataka, Ấn Độ.